# Jacques Delord
Pour l’article ayant un titre homophone, voir Jacques Delors.
Jacques Delord, pseudonyme de Jacques Lajunias, est un prestidigitateur français, né le 5 mai 1928 au Mans et mort le 2 juin 2006 dans le 20e arrondissement de Paris.

## Biographie
Il commence une carrière de comédien de théâtre qui dure dix ans avant de devenir magicien de cabaret et de music-hall. Il fait en moyenne cinq passages de vingt minutes par jour et est pendant longtemps la référence des magiciens de cabarets,. Il passe ensuite dans les années 1960 à l'émission la Piste aux étoiles, y présentant le Voyageur des mers lointaines (sa célèbre routine de corde).
François Truffaut le choisit pour tenir le rôle d'un magicien de cabaret dans son film Baisers volés (1968).
De 1971 à 1973, il publie sa fameuse trilogie destinée aux enfants (Sois le magicien, Sois l'Enchanteur, L'Éternel Magicien).
Il présente ensuite des émissions de télévision consacrées à l'illusionnisme, tout en collaborant au magazine Pif Gadget et au mensuel, puis bimensuel Okapi[réf. nécessaire].
Dans les années 1980, Jacques Delord participe à la création du parc zoologique de Beauval avec son épouse Françoise.
À partir des années 1990, il organise des ateliers poétiques et participe à des revues magiques.
Depuis mai 2013, une salle de la Maison de la magie de Blois porte son nom. En octobre et novembre de la même année, un spectacle et une exposition lui sont consacrés dans ce lieu.

## Orientations artistiques
Jacques Delord a introduit l’enchaînement de plusieurs passes pour former une routine complète, en particulier dans la magie des cordes. Il a toujours cherché à apporter une dimension poétique aux tours qu'il présentait (avec accompagnement au piano). Le texte, pour lui, doit être parfaitement en accord avec les mouvements, chaque mot devant être nécessaire et avoir son efficacité. Il construisit plusieurs routines en vers rimés, et a toujours insisté sur l'importance de l'objet utilisé, qui porte déjà en lui-même une charge symbolique.

## Spectacles
- Nombreuses tournées nationales et internationales, notamment en Asie et en Afrique, avec son spectacle Le Magicien malgré lui ;
- Paris, cabarets-théâtres de la Rive gauche : La Colombe, L'Échelle de Jacob, Milord l’Arsouille, la Galerie 55, le Port du Salut.

## Télévision
- La Piste aux étoiles (ORTF) ;
- Les Ateliers du Magicien (FR3) ;
- Les Cercles Magiques ;
- Animal Parade (1972) ;
- Les Ateliers du Poète (1981, FR3) ;
- Fils et Funambules.

## Filmographie
- Baisers volés, de François Truffaut, 1968. Jacques Delord y joue le rôle du prestidigitateur Robert Espannet.

## Publications

### Ouvrages
- Sois le magicien, Éditions G.P., 1971, 125 p.
- Sois l'enchanteur, Éditions G.P., 1972, 128 p.
- L'éternel magicien, Éditions G.P., 1973, 128 p.
- Les ateliers du magicien, Éditions G.P., 1976, 32 p.
- Mes premiers tours de magie, Solarama, 1978, 64 p.
- Enseignement de la magie et de l’illusion comme poétique du geste et du mot, 1991

### Revues
- Magicus, chroniques de 1987 à 2006.
- Magicus, no 142, février 2006. Numéro lui ayant été consacré.
- collaboration à Pif-Gadget du no 395 au no 400)[5].